# Municipio de Enterprise (Minnesota)
El municipio de Enterprise (en inglés: Enterprise Township) es un municipio ubicado en el condado de Jackson en el estado estadounidense de Minnesota. En el año 2010 tenía una población de 187 habitantes y una densidad poblacional de 2,01 personas por km².

## Geografía
El municipio de Enterprise se encuentra ubicado en las coordenadas 43°42′38″N 94°54′17″O / 43.71056, -94.90472. Según la Oficina del Censo de los Estados Unidos, el municipio tiene una superficie total de 93.09 km², de la cual 93,05 km² corresponden a tierra firme y (0,04 %) 0,04 km² es agua.

## Demografía
Según el censo de 2010, había 187 personas residiendo en el municipio de Enterprise. La densidad de población era de 2,01 hab./km². De los 187 habitantes, el municipio de Enterprise estaba compuesto por el 97,33 % blancos, el 2,14 % eran asiáticos y el 0,53 % eran de una mezcla de razas. Del total de la población el 0 % eran hispanos o latinos de cualquier raza.